# Башня Талли
Та́лли (эст. Tallitorn) — башня крепостной стены Таллина, в юго-западной её части между башней Нейтситорн (Девичьей) и надвратной башней Люхике-Ялг. Памятник архитектуры XIV века.

## История
Построена в XIV веке. В 1577 году верх башни был повреждён во время обстрела из пушек русскими войсками в ходе Ливонской войны (1558—1583), а затем рухнул.
В XVI веке башня использовалась как тюрьма для не очень опасных преступников, назвалась также Маршталлтурме, Конюшенной, Юнкерской камерой.
В XIX веке в стене был сделан проход в Сад датского короля.
В 2011 году планировалось башню и близлежащий участок крепостной стены включить в музейный маршрут.
В настоящее время башня приспособлена под кафе с названием «Tall Tower».